# Philippe Émile Jullien
Pour les articles homonymes, voir Jullien.
Philippe-Émile Jullien est un homme politique français né le 10 juillet 1845 à Mer (Loir-et-Cher) et mort le 24 juillet 1912 à Paris.

## Biographie
Avocat à Blois, il est conseiller général du canton de Mer, il est député de Loir-et-Cher de 1881 à 1898, inscrit au groupe de la Gauche radicale. En 1901, il est nommé gouverneur de Saint-Pierre-et-Miquelon, puis en 1904, il est gouverneur des Établissements français de l'Océanie jusqu'en 1907. 
Puis il devient Gouverneur de la Réunion par intérim en 1910,. À la suite des émeutes du 12 avril  où il est lui même agressé, Jullien demande l'envoi des tirailleurs sénégalais qui lui sera refusé par Henri Cor, Gouverneur général par intérim de Madagascar et ancien Gouverneur réunionnais,. En juin  , Jullien et Albert Dubarry, secrétaire général sont rappelés par le Ministre des Colonies afin de s'expliquer sur leur rôle lors des élections législatives. Jullien est remplacé provisoirement par Marie Joachim Stanislas Sicé en juillet .
Son remplaçant François Pierre Rodier débarque en septembre pour enquêter,.

## Décoration
- Chevalier de la Légion d'honneur par décret du 17 janvier 1908

## Sources
- « Philippe Émile Jullien », dans Adolphe Robert et Gaston Cougny, Dictionnaire des parlementaires français, Edgar Bourloton, 1889-1891 [détail de l’édition]
- Jean Jolly (dir.), Dictionnaire des parlementaires français, Presses universitaires de France